# Leon Knopoff
Leon Knopoff, ameriški geofizik in muzikolog, * 1. julij 1925, † 20. januar 2011.
Knopoff je za svoj temeljni prispevek na področju teoretične seizmologije leta 1979 prejel zlato medaljo Kraljeve astronomske družbe.
1. 1 2  SNAC — 2010.
2. 1 2  Muzej Solomona R. Guggenheima — 1937.
3. ↑  https://doi.org/10.1029/2011EO260003